# Çamaş

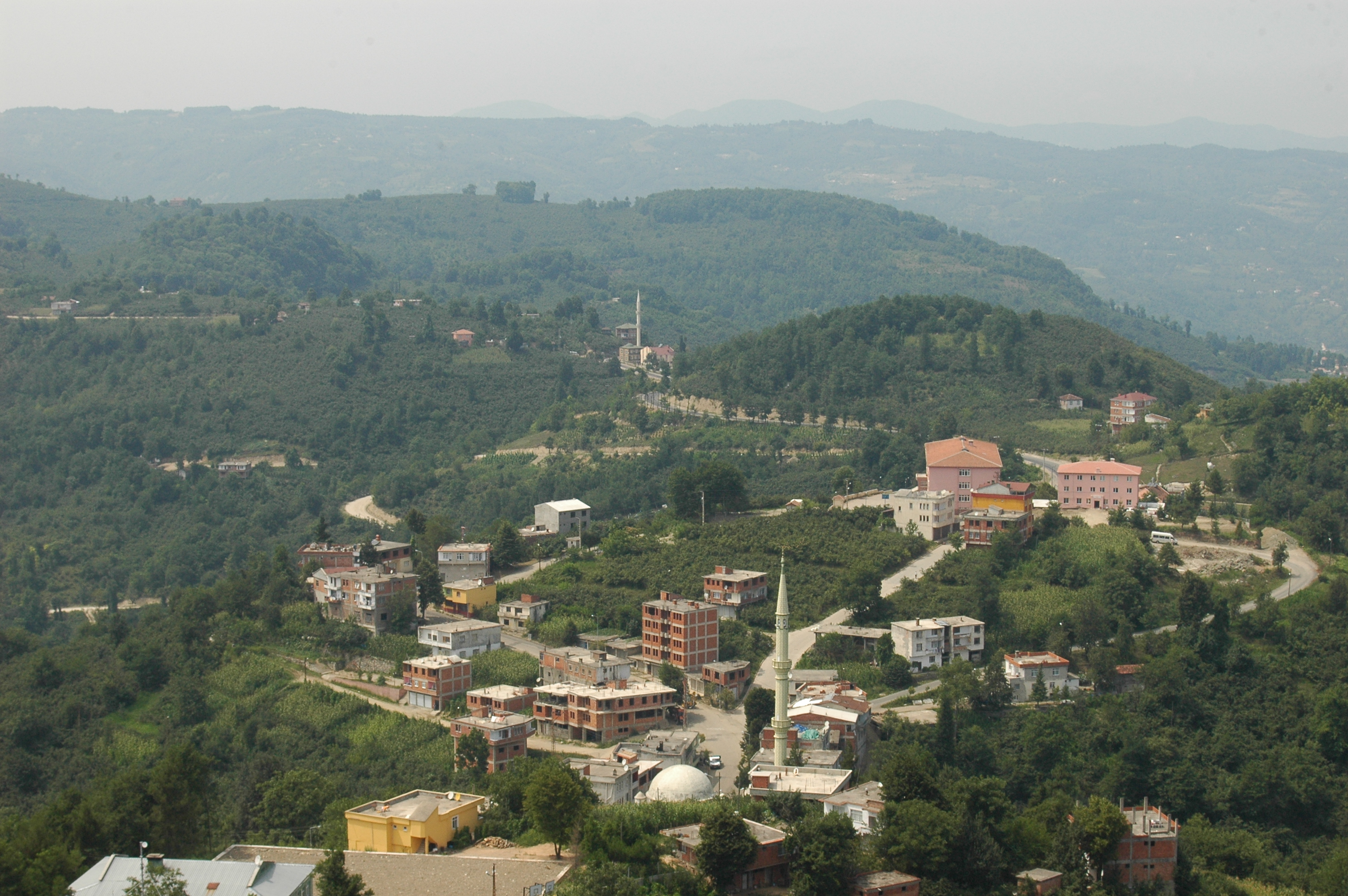
A view of Çamaş town

Çamaş ist eine Stadtgemeinde (Belediye) im gleichnamigen Ilçe (Landkreis) der Provinz Ordu am Schwarzen Meer und gleichzeitig ein Stadtbezirk der 2013 geschaffenen Büyüksehir belediyesi Ordu (Großstadtgemeinde/Metropolprovinz) in der Türkei. Seit der Gebietsreform 2013 ist die Gemeinde flächen- und einwohnermäßig identisch mit dem Landkreis. Çamaş liegt etwa 30 km südwestlich der Provinzhauptstadt Altınordu, dem alten Ordu.
Camas war bis zur Bildung des Kreises ein gleichnamiger Bucak (6 Dörfer und die Belediye) im Kreis Fatsa. Durch das Gesetz Nr. 3644 wurde der Kreis autonom.
(Bis) Ende 2012 bestand der Landkreis aus der Kreisstadt sowie sechs Dörfern (Köy), die während der Verwaltungsreform 2013 in Mahalle (Stadtviertel, Ortsteile) überführt wurden. Somit erhöhte sich deren Zahl von 17 auf 23. Den Mahalle stand und steht ein Muhtar als oberster Beamter vor.
Ende 2020 lebten durchschnittlich 376 Menschen in jedem dieser 23 Mahalle, 992 Einw. im bevölkerungsreichsten (Sakargeriş Mah.).